# Cryptocodon
- Commons
- Wikispecies

Cryptocodon é um gênero botânico pertencente à família Campanulaceae.